# Reharmont
Reharmont est un hameau de la commune de Lierneux au sud de la province de Liège en Région wallonne (Belgique).
Avant la fusion des communes, Reharmont faisait déjà partie de la commune de Lierneux.

## Situation
Ce hameau ardennais est situé sur le versant sud du Baleur, un affluent de la Salm. Il est assez proche de plusieurs localités de la commune de Trois-Ponts comme Haute-Bodeux, Basse-Bodeux, Trois-Ponts et surtout du village de Fosse distant d'environ 1,5 kilomètre.

## Description
Implanté en milieu de prairies complètement entourées de bois, ce hameau possède quelques anciennes fermettes ainsi qu'une chapelle bâtie en moellons de grès et à la toiture en ardoises surmontée d'un clocheton à quatre pans. Cette élégante chapelle dédiée à Saint Remacle porte une inscription datant probablement l'édifice de l'année 1801

## Activités
En face de la chapelle, se trouve la brasserie de la Lienne en activité depuis 2013. On y brasse trois variétés de Lienne et la Grandgousier.
Reharmont est aussi un hameau consacré à l'élevage des chevaux (présence d'importants hangars).